# カリタス女子短期大学
カリタス女子短期大学（カリタスじょしたんきだいがく、英語: Caritas Junior College）は、神奈川県横浜市青葉区あざみ野二丁目29番地1に本部を置いていた日本の私立大学である。1966年に設置され、2017年に廃止された。大学の略称はカリタス、カリ短。

## 概観

### 大学全体
- 神奈川県横浜市青葉区に所在した日本の私立短期大学で、設置主体は学校法人カリタス学園[1]。
- カナダのケベックに本部を置くケベック・カリタス修道女会（フランス語版）を母体に、1966年に1学科体制で開学。カリタスとはラテン語で「愛」を意味する。学科体制はかつて2学科だったが、再編により言語文化学科のみとなっていた。
- 2014年度の入学生を最後に[注釈 2]、短期大学としての使命を終える[注釈 3]。

### 建学の精神（校訓・理念・学是）
- 福祉、奉仕、そして母的な思いやりの精神をもつ。

### 教育および研究
- 学生募集が最終となった時点では言語文化学科が設置されていた。学科の特徴としては、少人数での語学学習クラスの設定、また2年次でのゼミナールの履修が必修で、研究方法を担当教員からより密に学ぶことができた。さらに専攻ごとに留学派遣制度があり、毎年イギリス、フランスの語学学校への長期・短期留学生を選抜し、奨学金を出していた。
  - 英語・英語圏文化専攻では、実社会で活用できる英語を身につけ且つ英語圏文化への理解を深めるためのカリキュラムが開講されていた。「イギリス文学研究」・「オーラルイングリッシュ」・「英語音声学」・「TOEICワークショップ」・「英語表現」・「児童英語教育研究」などの科目が用意されていた。また、学外での擬似留学において英語漬けでイギリス文化を体験するというイベントも行なわれていた。
  - 仏語・仏語圏文化専攻は、全国の短期大学でも有数の課程であり、「仏語表現法」・「仏語音声学」・「仏語演習」・「フランス語圏文化」・「仏文学概論」などフランスの言語・文学・文化などを深く学ぶことができた。
  - コミュニケーション文化専攻は、コミュニケーション能力を育てかつ異文化に対し柔軟に対応できる心を育てるというねらいがあり、学内外での異文化体験やボランティア活動への参加にも力を入れていた。
- キリスト教系の短大であることから、一般教育科目に「キリスト教人間学」があった。

### 学風および特色
- 海外との交流が盛んであり、その一つに「国際ボランティア in ケベック」があった。これは、短大の母体であるカリタス修道女会のあるカナダのケベックで奉仕活動を体験するプログラムで、コミュニケーション専攻2年次の学生を対象に毎年行われていた。修道女会が宿泊場所を提供するため滞在費用を軽減できるメリットがあった。また週末にはホームステイ体験もでき、異文化体験ができ、このプログラムでの単位も認定された。夏期英語海外研修では、英語・英語圏文化専攻学生を対象にイギリスでの英語海外研修が行なわれていた。ほか、「海外留学・研修制度」もあり、英語・英語圏文化専攻ではオーストラリアで、仏語・仏語圏文化専攻ではフランスでのフランス語海外研修が実施されていた。

## 沿革
- 1960年
  - 11月1日 学校法人カリタス学園が設置される[4]。
- 1964年
  - 川崎市多摩区中野島のカリタス女子中学高等学校に短期大学の前身となる2年制の専攻科を設置。
- 1966年
  - 1月25日 左記を以て文部省[注 2]より短期大学の設置が認可される[5]。
  - 4月1日 カリタス女子短期大学が以下の学科体制にて開学する[6]。
    - 英語科 入学定員40名[7]

  - 5月1日 学生数[8]/定員
    - 英語科 49[注釈 4]/40
- 1981年
  - 4月1日 キャンパスを現在地の横浜市緑区あざみ野に移転[注 3]。
- 1982年
  - 4月1日 英語科の入学定員を40[10]→100[11]に増員[注 4]。
  - 5月1日 学生数[15]/定員
    - 英語科 199[注釈 4]/140
- 1983年
  - 4月1日 以下の学科を増設する[注 5]。
    - 仏語科 入学定員25名

  - 5月1日 学生数[18]/定員
    - 英語科 194[注釈 4]/200
    - 仏語科 25[注釈 4]/25
- 1992年
  - 5月1日 学生数[注 6]/定員
    - 英語科 250[注釈 4]/200
    - 仏語科 78[注釈 4]/50
- 1994年
  - 4月1日 以下の学科について其々、学生募集を最終とする[注 7]。
    - 英語科
    - 仏語科

  - 5月1日 学生数[22]/定員
    - 英語科 257[注釈 4]/200
    - 仏語科 69[注釈 4]/50
- 1995年
  - 4月1日 この年度の入学生より英語科に仏語科を統合し、改編の上で以下の学科として再設置する[21]。
    - 言語文化学科
      - 英語・英語圏文化専攻 入学定員65名
      - 仏語・仏語圏文化専攻 入学定員30名
      - コミュニケーション文化専攻 入学定員30名

  - 5月1日 学生数[23]/定員
    - 言語文化学科 160[注釈 4]/125
      - 英語科 131[注釈 4]/100
      - 仏語科 34[注釈 4]/25
- 1996年
  - 5月1日 学生数[24]/定員
    - 言語文化学科 309[注釈 4]/250
      - 英語科 8[注釈 4]/-
      - 仏語科 6[注釈 4]/-
- 1997年
  - 5月30日 左記をもって以下、旧来の学科を廃止する[25]。
    - 英語科
    - 仏語科
- 1999年
  - 5月1日 学生数[26]/定員
    - 言語文化学科 292[注釈 4]/250
- 2008年
  - 4月1日 言語文化学科の各専攻毎の学生募集をこの年度で最終とする[注 8]。
- 2009年
  - 4月1日 この年度の入学生より言語文化学科の専攻を廃止して以下のコース制とする[27]。
    - 英語・英語圏文化コース
    - 仏語・仏語圏文化コース
    - 現代コミュニケーションコース
    - 社会文化システムコース
- 2010年
  - 3月31日 言語文化学科の各専攻課程を廃止する[28]。
- 2014年
  - 4月1日 この年度で学生募集を最終とする[注釈 2]。
- 2017年
  - 7月20日 左記をもって文部科学省より正式に廃止の認可が下る[注釈 3]。なお卒業証明書や成績証明書はカリタス学園法人本部（川崎市多摩区中野島）で発行を受け付けている。

## 基礎データ

### 所在地
- 神奈川県横浜市青葉区あざみ野二丁目29番地1[注釈 1]

### 当時の交通アクセス
- 東急田園都市線・横浜市営地下鉄ブルーライン「あざみ野駅」下車。
- 小田急小田原線・小田急多摩線「新百合ヶ丘駅」から小田急バス新23系統「あざみ野駅」行き　「あざみ野二丁目」バス停留所下車すぐ。

### 象徴
- カレッジマークは「盾」・「燃えるともしび」・「マーガレットの花と葉」・「本」をデザイン化したものとなっており、それぞれ以下の意味合いが込められている[5]。

  - 「盾」：正義の象徴
  - 「燃えるともしび」：キリストの愛と真理の輝き
  - 「マーガレットの花と葉」：ケベック・カリタス修道女会の創設者であるマリー・マルグリット・デュービル（英語版）の名に因み、且つその人から引き継いだ精神を表したものとなっている。
  - 「本」：学問の象徴とされている。
- カナダのケベックに本部を置くケベック・カリタス修道女会が母体であることから、カナダ国旗の象徴ともなっている楓がシンボルマークとなっていた。
- スクールカラーは赤・青・黄であった。

## 教育および研究

### 組織

#### 学科（コース制）
- 言語文化学科 入学定員125名[注 9]
  - 英語・英語圏文化コース
  - 仏語・仏語圏文化コース
  - 現代コミュニケーションコース
  - 社会文化システムコース

##### 旧・専攻体制
- 言語文化学科
  - 英語・英語圏文化専攻 入学定員65名[注釈 5]
  - 仏語・仏語圏文化専攻 入学定員30名[注釈 5]
  - コミュニケーション文化専攻 入学定員30名[注釈 5]

##### 旧・学科体制
- 英語科 入学定員100名[注釈 6]
- 仏語科 入学定員25名[注釈 6]

#### 専攻科
- なし

#### 別科
- なし

##### 取得資格について
教職課程
- 中学校教諭二種免許状（英語）があった[1]。

資格
- 国際ボランティア実務士
- 情報処理士
- 社会調査アシスタント
- 秘書士
- 秘書士（国際秘書）
- ビジネス実務士
- ほか資格、検定試験に対応した科目や、補助金制度があり、取得を目指すことのできる資格として、実用英語技能検定、TOEIC、TOEFL、日商ビジネス英語検定、実用フランス語技能検定試験、日本語ワープロ検定、英文ワープロ検定、秘書検定などがあった。

### 研究
- 『Caritas 研究紀要 bulletin of Caritas Junior College』[36]

## 学生生活

### 部活動・クラブ活動・サークル活動
- 体育系：テニス ほか
- 文化系：軽音楽、土の子、パティスリー・アミューザント、みんなの輪、バースディーボード、イングリッシュランチ ほか

### 学園祭
- 学園祭は「あざみ祭」と呼ばれ、毎年10月下旬の日曜日に開催されていた。クラブによる演奏や手作り品の販売があり、在学生と同窓生、附属学校生、また地域住民、商業などとの交流の場となっていた。

## 大学関係者と組織

### 大学関係者一覧

#### 大学関係者
- 久山宗彦

#### 著名な出身者
- 井上みよ：キャスター

## 施設

### キャンパス
- 聖堂
- 図書館
- 学生食堂

## 対外関係

### 他大学との協定

#### 国内
- 横浜市青葉区連携協定締結（横浜青葉区内六大学）

カリタス女子短期大学・玉川大学・國學院大學・日本体育大学・桐蔭横浜大学・横浜美術大学
なお、閉学に伴い青葉区は新たに星槎大学と協定を締結している。

#### アメリカ
- 聖エリザベス大学
- リビエ大学
- ジョンソン・カウンティ・コミュニティ・カレッジ

#### イギリス
- チェチェスター・カレッジ
- ランドリロ・カレッジ
- リバプールホープ・ユニバーシティカレッジ

#### カナダ
- クイーンズ大学

#### オーストラリア
- 南クイーンズランド大学

#### フランス
- アンジェ・カトリック大学

### 系列校
- カリタス修道女会が1960年に創設したカリタス学園には短大の他、以下の附属学校がある。カリタス学園は、神奈川県川崎市多摩区中野島に本部を置く。
  - カリタス幼稚園
  - カリタス小学校
  - カリタス女子中学高等学校

## 社会との関わり
- 社会人向けに以下の講座・授業が公開されていた。
- 科目等履修生制度：通常の短大の授業を履修できる制度。カナダ研究、美学・美術史などの講座がある。募集は4月と9月の二回。
- プティコレージュ：週一回の一般向けに公開される講座。フランス語会話や英会話のクラスの他、フラワーアレンジメントなどがあった。
- 特別講座 - 海外研究シリーズ:5月～7月の土曜日に一般向けに行われる講座。毎回講演者が替わり、テーマについてそれぞれの視点から講義が行われた。過去のテーマとしては「北アメリカのフランス - ケベックの顔、そしてジャポン」などがあった。
- カリタス女子短期大学市民講座：9月～12月の土曜日に一般向けに行われた講座。毎回講演者が替わり、テーマについてそれぞれの視点から講義が行われた。過去のテーマとしては「コミュニケーションはどこまで可能か —“誤解”から“相互理解”まで —」などがあった。